# フィリップ・メーア
フィリップ・メーア（Philip Mahre、1957年5月10日 - ）は、アメリカ合衆国ワシントン州ヤキマ出身のアルペンスキー選手。「フィル・メーア」とも称される。

## 来歴
アメリカ史上有数のアルペンスキー選手である。アルペンスキー・ワールドカップにおいて、1981年から83年まで総合優勝3連覇、種目別優勝7回（複合で1980年から1983年まで4連覇、大回転で1982年、1983年に2連覇、回転で1982年に優勝）、通算27勝、表彰台69回。
双子の弟スティーヴ・メーアとともに、サラエボオリンピックに出場し、男子回転で金メダルを獲得し、弟のスティーヴも銀メダルを獲得した。この大会ではアルペンスキー6種目中、米国は金メダル3個を獲得して、アルペン強国オーストリア、スイスなどを圧倒した。
弟とともに1984年3月に引退、コロラド州キーストーンでスキー学校を開校（現在はユタ州ディアヴァレーに移転）。
1988年から弟とともにカーレースにも参戦。
2006年、49歳で競技に復帰した。

## 著書
Mahre, Phil and Steve; with John Fry (1985). No Hill Too Fast. Simon and Schuster. ISBN 0-671-55706-8